# Département des visas et de l'enregistrement
Le Département des visas et de l'enregistrement (en russe Otdel Viz i Registratsii, en cyrillique : Отдел виз и регистрации, abrégé en OVIR, ОВИР ou ОВиР) était le service délivrant les autorisations de sortie du pays et enregistrant les résidents ou les citoyens étrangers dans l'ancienne URSS. Ce système a perduré dans certains pays de l'ex-URSS après les indépendances de 1991 et encore aujourd'hui dans certains États d'Asie centrale comme l'Ouzbékistan (où ils sont appelés Départements des entrées, des sorties et de la citoyenneté (acronyme en russe : OVVIG, en cyrillique : ОВВИГ - Отдел въезда, выезда и гражданства). 
Il s'agit d'une administration locale affiliée à la fois au Ministère de l'intérieur et au KGB, qui enregistre les étrangers s'arrêtant dans la commune concernée ou encore les résidents locaux ayant un passeport étranger (par exemple d'un autre pays de l'ex-URSS). L'enregistrement est matérialisé par un cachet sur le passeport ou sur un document séparé, qui confirme l'enregistrement et peut ainsi être contrôlé à tout moment et vérifié à la frontière au moment de départ. Tout étranger est officiellement obligé de s'enregistrer auprès de l'OVIR local au plus tard trois jours après son arrivée dans une ville. Pour les touristes, les hôtels procèdent en général eux-mêmes à l'enregistrement auprès de l'OVIR local. Il est généralement toléré des périodes de trois jours consécutifs sans enregistrement.
Les citoyens émigrant définitivement à l'étranger doivent aussi obtenir un cachet spécial appelé Vyïezd na PMJ (Départ pour la résidence permanente à l'étranger) auprès de l'OVIR, après une vérification minutieuse d'absence de toute obligation légale dans le pays d'origine (prêt ou hypothèque non remboursé, pension alimentaire due, etc.) et l'obtention d'un consentement des parents vivants, quel que soit l'âge du demandeur. Certains pays de l'ex-URSS pratiquent également une obligation d'obtenir une autorisation de sortie temporaire (habituellement valable 2 ans), elle aussi délivrée par l'OVIR, afin de s'assurer que les personnes ayant accès aux secrets d'État ou sous enquête judiciaire, ne puissent pas quitter le pays.
En Russie, les OVIR ont été officiellement dissous le 20 mai 2005 et l'enregistrement obligatoire des étrangers et la délivrance des visas de sortie pour les résidents s'effectue maintenant auprès des bureaux locaux du Service fédéral des migrations (en russe : Федеральная миграционная служба) appelés OuOVIRR ou Direction (de l'organisation) des affaires de visas et d'enregistrements (en russe : УОВиРР ou Управление организации визовой и регистрационной работы).